# 柳晟
柳晟（？—818年），唐代外戚、官员。出自河东柳氏。
唐肃宗章敬皇后吴氏的外孙，唐代宗的外甥。母和政公主，父亲太仆卿、驸马都尉柳潭。柳晟少年和太子、诸王同砚席、学习诗书，初试太常卿。唐德宗建中四年（783年），泾原兵变，朱泚作乱，攻入长安。柳晟跟随唐德宗到奉天（今陕西省乾县），自请入京师游说朱泚，被囚。柳晟孔武有力，在狱中穿凿破墙逃归行在，迁将作少监。元和初年，检校工部尚书、山南西道节度使。充当入回纥策立使。终位左金吾卫大将军。元和十三年（818年）柳晟卒，赠太子太保。
《唐試左武衛倉曹參軍丘公夫人河東柳氏墓誌銘》上写柳氏，曾祖潭皇太僕卿贈司徒；祖晟，皇檢校户部尚書兼左金吾衛大將軍贈太子太傅；父正祐，皇檢校太子賓客。夫人即賓客長女也。大中二年十一月廿一日，柳氏終於滻川鄉之別業，享年三十三，長女麗娘，年十三。小女雲娘，年四歲。

## 延伸阅读
[在维基数据编辑]
 《舊唐書·卷183》，出自刘昫《舊唐書》
 《新唐書·卷159》，出自《新唐書》